# Zond–3
Zond–3  (oroszul: Зонд 3) (jelölés:3MV-4 №3) szovjet mesterséges, automatikus bolygókutató, a Zond sorozat űrszondája.

## Küldetés
Az űrszondát az OKB-1 (oroszul:  Особое конструкторское бюро) készítette. Feladata a világűrben szolgáló űrszondákkal kapcsolatos technikai problémák tisztázása, a kozmikus tér kutatása, a Hold, a Mars elérése és vizsgálata volt.

## Jellemzői
1965. július 18-án a bajkonuri űrrepülőtéri indítóállomásról Molnyija–M (GRAU-kódja: 8K78M) hordozórakétával indították Föld körüli parkolópályára. Az orbitális egység parkolópályája 88,18 perces, 64.78 fokos hajlásszögű, elliptikus pálya-perigeuma 209 kilométer, apogeuma 239 kilométer volt. Hajtóművének beindításával 1965. július 20-án a második kozmikus sebességet elérve indult a Hold-Mars felé.
Méretei, szerkezete a Zond–2 űrszondához hasonló. Hasznos tömege 960 kilogramm, hossza 3,3 méter, szállító egységének átmérője 1,1 méter. Az orbitális (szállító) és a speciális (műszerrekesz) egységből állt. Az orbitális adott helyet az űrszonda működéséhez szükséges berendezéseknek. Energiaellátását akkumulátorok és napelemek összehangolt egysége biztosította. Kettő napelemszárnyak fesztávolsága 4 méter, 2,6 négyzetméter felületű, az újratölthető nikkel-kadmium  (NiCd ) akkumulátor 42 amperóra (Ah) kapacitással rendelkezett. A kapcsolattartást parabolaantenna segítette, valamint egy körsugárzó és egy spirális antenna. A hírkapcsolat földi vagy vezérműparancsra jött létre. A speciális egység adott helyet a többi berendezésnek.
Két nap múlva 9030 kilométerre megközelítette a Holdat, majd elhaladva mellette Nap körüli pályára állt. A Marssal való találkozás nem volt cél, mivel az indítás időpontja a "Mars ablakon" túl volt. Szeptember 15-én a Földtől 12,5 millió kilométer távolságban bekapcsolták a plazmahajtóműveket, a következő napon kísérleti pályakorrekciót végeztek. 1966 márciusában 12,5 millió kilométer távolságban a hírkapcsolat megszűnt.
Tudományos programja a Hold körüli és a bolygóközi mágneses tér, a kozmikus sugárzás, a bolygóközi plazma, a hosszúhullámú rádiósugárzás, a mikrometeorit-eloszlás vizsgálata, a Hold túlsó oldalának fényképezése. Július 20-án a start után 33 órával 11 570-9030 kilométer közötti távolságból 68 perc alatt 28, fényképeket készített a Hold túlsó oldaláról  (25 Hold-kép és 3 Hold-színkép). A Hold nem látható részének 19 millió négyzetkilométerét mutatta meg. Ezek a felvételek rögzítették először a Hold tőlünk elfordult oldalának ama részleteit, melyek a Luna–3 felvételein nem voltak láthatók. A fényképeket hagyományos fényképészeti filmre készítették, amit előhívás után televíziós rendszer segítségével küldték a Földre. A felvételeket és a mért adatokat a földtől 2,2 millió, illetve 31,5 millió kilométer távolság között megismételve sugározta vissza a földi vevőállomások irányába.

## Műszerei
- háromkomponensű magnetométer,
- félvezetős és gáztöltésű kozmikus sugárzás-detektor,
- kamera 106 mm-es objektívvel és fényképezőgép,
- ibolyántúli (0.25 – 0.35 µm és 0.19 – 0.27 µm) és infravörös (3 – 4 µm) spektrométer,
- rádióteleszkóp,
- kis energiájú mikrometeorit detektor,
- semleges hidrogéneloszlást vizsgáló,
- fotótelevíziós berendezés,
- 0,15, 1,5 és 15 kilométeres hullámhosszú rádiósugárzási tartományban működő rádióvevő,

### Magyar oldalak
- A Zond-3 40 éves Zond–3. urvilag.hu. (Hozzáférés: 2012. december 24.)
- Zond–3. atomki.hu. [2002. június 15-i dátummal az Szovjet és Orosz hold- és bolygókutató szondák eredetiből archiválva]. (Hozzáférés: 2012. december 24.)

### Külföldi oldalak
- Zond–3. lib.cas.cz. (Hozzáférés: 2012. december 24.)
- A Zond sorozat telekommunikációs rendszere Zond–3. svengrahn.pp.se. (Hozzáférés: 2012. december 24.)
- Zond–3. cwru.edu. [2012. október 11-i dátummal az A Szovjet Zond sorozatról eredetiből archiválva]. (Hozzáférés: 2012. december 24.)

| Elődje: Zond–2 | Zond sorozat 1964–1970 | Utódja: Zond–4 |